# Catharsius karlwerneri
Catharsius karlwerneri är en skalbaggsart som beskrevs av Moretto 2008. Catharsius karlwerneri ingår i släktet Catharsius och familjen bladhorningar. Inga underarter finns listade.